# هوانگ ماندان
هوانگ ماندان (به انگلیسی: Huang Mandan) ژیمناست زادهٔ ۱۷ فوریه ۱۹۸۳ میلادی اهل کشور چین است.